# Thế vận hội Mùa đông 1960
Thế vận hội Mùa đông 1960, hay Thế vận hội Mùa đông VIII, được tổ chức từ 18 tháng 2 đến 28 tháng 2 năm 1960 tại Khu nghỉ dưỡng Trượt tuyết Squaw Valley (nay là Palisades Tahoe) tại thung lũng Squaw (nay là thung lũng Olympic), California (Hoa Kỳ). Tất cả có 30 quốc gia tham dự.

## Các quốc gia tham dự
| - Argentina (6) - Úc (30) - Áo (26) - Bulgaria (7) - Canada (44) - Chile (5) - Tiệp Khắc (21) - Đan Mạch (1) - Phần Lan (48) - Pháp (26) | - Đức (74) - Anh Quốc (17) - Hungary (3) - Iceland (4) - Ý (28) - Nhật Bản (41) - Hàn Quốc (7) - Liban (2) - Liechtenstein (5) - Hà Lan (7) | - New Zealand (4) - Na Uy (29) - Ba Lan (13) - Nam Phi (4) - Tây Ban Nha (4) - Thụy Điển (47) - Thụy Sĩ (21) - Thổ Nhĩ Kỳ (2) - Hoa Kỳ (79) - Liên Xô (62) |

### Theo bộ môn
| - Trượt tuyết Alpine - Biathlon - Xe trượt băng (bobsleigh) - Trượt băng nghệ thuật (figure skating) | - Khúc côn cầu (hockey) - Trượt tuyết Nordic - Trượt băng (speed skating) |

## Thành tích

### Bảng huy chương
| 1                   | Liên Xô (URS)       | 7   | 5   | 9  | 21 |
| 2                   | Đức (GER)¹          | 4   | 3   | 1  | 8  |
| 3                   | Hoa Kỳ (USA)        | 3   | 4   | 3  | 10 |
| 4                   | Na Uy (NOR)         | 3   | 3   | 0  | 6  |
| 5                   | Thụy Điển (SWE)     | 3   | 2   | 2  | 7  |
| 6                   | Phần Lan (FIN)      | 2   | 3   | 3  | 8  |
| 7                   | Canada (CAN)        | 2   | 1   | 1  | 4  |
| 8                   | Thụy Sĩ (SUI)       | 2   | 0   | 0  | 2  |
| 9                   | Áo (AUT)            | 1   | 2   | 3  | 6  |
| 10                  | Pháp (FRA)          | 1   | 0   | 2  | 3  |
| 11                  | Hà Lan (NED)        | 0   | 1   | 1  | 2  |
| 11                  | Ba Lan (POL)        | 0   | 1   | 1  | 2  |
| 13                  | Tiệp Khắc (TCH)     | 0   | 1   | 0  | 1  |
| 14                  | Ý (ITA)             | 0   | 0   | 1  | 1  |
| Tổng cộng (14 NOCs) | Tổng cộng (14 NOCs) | 28‡ | 26‡ | 27 | 81 |

¹ Tây Đức và Đông Đức tham dự như một đội tại Thế vận hội này.